# Tidenham
Tidenham est un village et une paroisse civile de la forêt de Dean, dans l'ouest du Gloucestershire, en Angleterre.
Le village est délimité par la rivière Wye (qui forme la frontière galloise) à l'ouest et la rivière Severn au sud. Il est traversé à l'ouest par la digue d'Offa.

## Histoire
Le village, autrefois connu sous le nom de Dyddanhamme, est l'un des villages saxons les plus documentés de Grande-Bretagne. 
La seigneurie domine la vie de la paroisse tout au long du Moyen Âge jusqu'à l'établissement du système de comté dans les années 1530, lorsque le Monmouthshire et le Gloucestershire ont été créés. Le pouvoir des ducs de Beaufort se maintient cependant jusqu'à la fin du XIXe siècle. La vie paroissiale dépend encore de l'agriculture, de la pêche et du commerce fluvial.
Au début du XVIIe siècle, le soutien du marquis de Worcester pour le roi, et contre le Parlement, mène à une guerre civile au sein de la paroisse, qui est située sur deux points de passage majeurs (la Wye et la Severn). Le Parlement a ensuite fait démolir tous les monuments de la péninsule de Beachley (en).
Un manoir a été construit en 2005 dans le style Palladianisme. Il surplombe la rivière et est adjacent à l'église d'architecture romane normande de St Mary et St Peter (en), classée au Grade II* des monuments remarquables du Royaume-Uni.